# Lijst van olympische medaillewinnaars handbal
Handbal is een van de sporten die op de Olympische Spelen worden beoefend. Deze pagina geeft de lijst van olympische medaillewinnaars in deze sport.

## Mannen
N.B. Bij meervoudige medaillewinnaars staan aantal medailles als (goud-zilver-brons) weergegeven.
| 1936 | DuitslandWilly Bandholz Wilhelm Baumann Helmut Berthold Helmut Braselmann Wilhelm Brinkmann Georg Dascher Kurt Dossin Fritz Fromm Hermann Hansen Erich Herrmann Heinrich Keimig Hans Keiter Alfred Klingler Arthur Knautz Heinz Körvers Karl Kreutzberg Wilhelm Müller Günther Ortmann Edgar Reinhardt Fritz Spengler Rudolf Stahl Hans Theilig | OostenrijkFranz Bartl Franz Berghammer Franz Bistricky Franz Brunner Johann Houschka Emil Juracka Ferdinand Kiefler Josef Krejci Otto Licha Friedrich Maurer Anton Perwein Siegfried Powolny Siegfried Purner Walter Reisp Alfred Schmalzer Alois Schnabel Ludwig Schuberth Johann Tauscher Jaroslav Volak Leopold Wohlrab Friedrich Wurmböck Johann Zehetner | ZwitserlandMax Blösch Rolf Fäs Burkhard Gantenbein Willy Gysi Erland Herkenrath Ernst Hufschmid Willy Hufschmid Werner Meyer Georg Mischon Willy Schäfer Werner Scheurmann Edy Schmid Erich Schmitt Eugen Seiterle Max Streib Robert Studer Rudolf Wirz                                                                        |  |  |  |
|      | | | |  |  |  |
| 1972 | JoegoslaviëAbaz Arslanagić Petar Fajfrić Hrvoje Horvat Milorad Karalić Đorđe Lavrnić Milan Lazarević Zdravko Miljak Slobodan Mišković Branislav Pokrajac Nebojša Popović Miroslav Pribanić Albin Vidović Zoran Živković Zdenko Zorko | Tsjecho-SlowakijeLadislav Beneš František Brůna Vladimír Haber Vladimír Jarý Jiří Kavan Arnošt Klimčík Jaroslav Konečný František Králík Jindřich Krepindl Vincent Lafko Andrej Lukošík Pavel Mikeš Peter Pospíšil Ivan Satrapa Zdeněk Škára Jaroslav Škarvan                                                                                                 | RoemeniëŞtefan Birtalan Adrian Cosma Marin Dan Alexandru Dincă Cristian Gaţu Gheorghe Gruia Roland Gunesch Gabriel Kicsid Ghiţă Licu Cornel Penu Valentin Samungi Simion Schöbel Werner Stöckl Constantin Tudosie Radu Voina                                                                                                   |  |  |  |
| 1976 | Sovjet-UnieAleksandr Anpilogov Yevgeni Chernyshov Anatoli Fedyukin Valeri Gassy Vasily Ilyin Mykhaylo Ishchenko Yuri Kidyaev Yury Klimov Vladimir Kravtsov Serhiy Kushniryuk Yuriy Lahutyn Vladimir Maksimov Oleksandr Rezanov Mykola Tomyn | RoemeniëŞtefan Birtalan (0-1-1) Adrian Cosma (0-1-1) Cristian Gaţu (0-1-1) Roland Gunesch (0-1-1) Gabriel Kicsid (0-1-1) Ghiţă Licu (0-1-1) Cornel Penu (0-1-1) Werner Stöckl (0-1-1) Constantin Tudosie (0-1-1) Radu Voina (0-1-1) Cezar Drăgăniṭa Alexandru Fölker Mircea Grabovschi Nicolae Munteanu                                                       | PolenZdzisław Antczak Janusz Brzozowski Piotr Cieśla Jan Gmyrek Alfred Kałuziński Jerzy Klempel Zygfryd Kuchta Jerzy Melcer Ryszard Przybysz Henryk Rozmiarek Andrzej Sokołowski Andrzej Szymczak Mieczysław Wojczak Włodzimierz Zieliński                                                                                     |  |  |  |
| 1980 | DDRHans-Georg Beyer Lothar Doering Günter Dreibrodt Ernst Gerlach Klaus Gruner Rainer Höft Hans-Georg Jaunich Hartmut Krüger Peter Rost Dietmar Schmidt Wieland Schmidt Siegfried Voigt Frank-Michael Wahl Ingolf Wiegert | Sovjet-UnieAleksandr Anpilogov (1-1-0) Yevgeni Chernyshov (1-1-0) Anatoli Fedyukin (1-1-0) Mykhaylo Ishchenko (1-1-0) Yuri Kidyaev (1-1-0) Vladimir Kravtsov (1-1-0) Serhiy Kushniryuk (1-1-0) Mykola Tomyn (1-1-0) Vladimir Belov Aleksandr Karshakevich Viktor Makhorin Voldemaras Novickis Vladimir Repev Aleksey Zhuk                                     | RoemeniëŞtefan Birtalan (0-1-2) Adrian Cosma (0-1-2) Radu Voina (0-1-2) Cezar Drăgăniṭa (0-1-1) Alexandru Fölker (0-1-1) Nicolae Munteanu (0-1-1) Iosif Boroş Marian Dumitru Cornel Durău Claudiu Ionescu Vasile Stîngă Lucian Vasilache Neculai Vasilcă Maricel Voinea                                                        |  |  |  |
| 1984 | JoegoslaviëZlatan Arnautović Mirko Bašić Jovica Elezović Mile Isaković Pavle Jurina Milan Kalina Slobodan Kuzmanovski Dragan Mladenović Zdravko Rađenović Momir Rnić Branko Štrbac Veselin Vujović Veselin Vuković Zdravko Zovko | Bondsrepubliek DuitslandJochen Fraatz Thomas Happe Arnulf Meffle Rüdiger Neitzel Michael Paul Dirk Rauin Siegfried Roch Michael Roth Ulrich Roth Martin Schwalb Uwe Schwenker Thomas Springel Andreas Thiel Klaus Wöller Erhard Wunderlich | RoemeniëAlexandru Fölker (0-1-2) Nicolae Munteanu (0-1-2) Iosif Boroş (0-1-1) Marian Dumitru (0-1-1) Cornel Durău (0-1-1) Vasile Stîngă (0-1-1) Neculai Vasilcă (0-1-1) Maricel Voinea (0-1-1) Mircea Bedivan Dumitru Berbece Alexandru Buligan Gheorghe Covaciu Gheorghe Dogărescu Vasile Oprea Adrian Simion                 |  |  |  |
| 1988 | Sovjet-UnieAleksandr Karshakevich (1-1-0) Voldemaras Novickis (1-1-0) Vyacheslav Atavin Igor Chumak Valery Gopin Andrey Lavrov Yuri Nesterov Aleksandr Rymanov Konstantin Sharovarov Yuri Shevtsov Georgi Sviridenko Aleksandr Tuchkin Andrey Tyumentsev Mikhail Vasilev                                                                        | Zuid-KoreaChoi Suk-jae Kang Jae-won Kim Jae-hwan Koh Suk-chang Lee Sang-hyo Lim Jin-suk Noh Hyun-suk Oh Young-ki Park Do-hun Park Young-dae Shim Jae-hong Shin Young-suk Yoon Tae-il | JoegoslaviëMirko Bašić (1-0-1) Slobodan Kuzmanovski (1-0-1) Momir Rnić (1-0-1) Veselin Vujović (1-0-1) Jožef Holpert Boris Jarak Muhamed Memić Alvaro Načinović Goran Perkovac Zlatko Portner Iztok Puc Rolando Pušnik Zlatko Saračević Irfan Smajlagić Ermin Velić                                                            |  |  |  |
| 1992 | Gezamenlijk teamIgor Chumak (2-0-0) Valery Gopin (2-0-0) Andrey Lavrov (2-0-0) Andrey Barbashinsky Serhiy Bebeshko Talant Duyshebaev Joeri Gavrilov Oleg Grebnev Oleg Kiselyov Vasily Kudinov Igor Vasilev Mikhail Yakimovich | ZwedenMagnus Andersson Robert Andersson Anders Bäckegren Per Carlén Magnus Cato Erik Hajas Robert Hedin Patrik Liljestrand Ola Lindgren Mats Olsson Staffan Olsson Axel Sjöblad Tommy Souraniemi Tomas Svensson Pierre Thorsson Magnus Wislander | FrankrijkPhilippe Debureau Philippe Gardent Denis Lathoud Pascal Mahé Philippe Médard Gaël Monthurel Laurent Munier Frédéric Perez Alain Portes Thierry Perreux Éric Quintin Jackson Richardson Stéphane Stoecklin Jean-Luc Thiébaut Denis Tristant Frédéric Volle                                                             |  |  |  |
| 1996 | KroatiëAlvaro Načinović (1-0-1) Goran Perkovac (1-0-1) Iztok Puc (1-0-1) Zlatko Saračević (1-0-1) Irfan Smajlagić (1-0-1) Patrik Čavar Valner Franković Slavko Goluža Bruno Gudelj Vladimir Jelčić Božidar Jović Nenad Kljaić Venio Losert Valter Matošević Zoran Mikulić Vladimir Šuster                                                       | ZwedenMagnus Andersson (0-2-0) Robert Andersson (0-2-0) Per Carlén (0-2-0) Erik Hajas (0-2-0) Robert Hedin (0-2-0) Ola Lindgren (0-2-0) Mats Olsson (0-2-0) Staffan Olsson (0-2-0) Tomas Svensson (0-2-0) Pierre Thorsson (0-2-0) Magnus Wislander (0-2-0) Martin Frändesjö Andreas Larsson Stefan Lövgren Johan Petersson Tomas Sivertsson                   | SpanjeTalant Duyshebaev (1-0-1) Salvador Esquer Aitor Etxaburu Jesús Fernández Jaume Fort Mateo Garralda Raúl González Rafael Guijosa Fernando Hernández José Javier Hombrados Demetrio Lozano Jordi Nuñez Jesús Olalla Juan Pérez Iñaki Urdangarin Alberto Urdiales                                                           |  |  |  |
| 2000 | RuslandAndrey Lavrov (3-0-0) Vasily Kudinov (2-0-0) Aleksandr Tuchkin (2-0-0) Dmitry Filippov Vyacheslav Gorpishin Oleg Khodkov Eduard Koksharov Denis Krivoshlykov Stanislav Kulinchenko Dmitry Kuzelev Igor Lavrov Sergey Pogorelov Pavel Sukosyan Dmitri Torgovanov Lev Voronin                                                              | ZwedenMagnus Andersson (0-3-0) Ola Lindgren (0-3-0) Staffan Olsson (0-3-0) Tomas Svensson (0-3-0) Pierre Thorsson (0-3-0) Magnus Wislander (0-3-0) Martin Frändesjö (0-2-0) Andreas Larsson (0-2-0) Stefan Lövgren (0-2-0) Johan Petersson (0-2-0) Tomas Sivertsson (0-2-0) Martin Boquist Mathias Franzén Peter Gentzel Ljubomir Vranjes                     | SpanjeTalant Duyshebaev (1-0-2) Mateo Garralda (0-0-2) Rafael Guijosa (0-0-2) Demetrio Lozano (0-0-2) Jordi Nuñez (0-0-2) Jesús Olalla (0-0-2) Juan Pérez (0-0-2) Iñaki Urdangarin (0-0-2) Alberto Urdiales (0-0-2) David Barrufet Enric Masip Xavier O'Callaghan Antonio Carlos Ortega Antonio Ugalde Andrei Xepkin           |  |  |  |
| 2004 | KroatiëSlavko Goluža (2-0-0) Venio Losert (2-0-0) Valter Matošević (2-0-0) Ivano Balić Davor Dominiković Mirza Džomba Nikša Kaleb Blaženko Lacković Petar Metličić Vlado Šola Denis Špoljaric Goran Šprem Igor Vori Vedran Zrnić | DuitslandMarkus Baur Frank von Behren Mark Dragunski Henning Fritz Pascal Hens Jan Olaf Immel Torsten Jansen Florian Kehrmann Stefan Kretzschmar Klaus-Dieter Petersen Christian Ramota Christian Schwarzer Daniel Stephan Christian Zeitz Volker Zerbe | RuslandAndrey Lavrov (3-0-1) Vasily Kudinov (2-0-1) Aleksandr Tuchkin (2-0-1) Vyacheslav Gorpishin (1-0-1) Eduard Koksharov (1-0-1) Denis Krivoshlykov (1-0-1) Sergey Pogorelov (1-0-1) Dmitri Torgovanov (1-0-1) Mikhail Chipurin Aleksandr Gorbatikov Vitali Ivanov Alexey Kostygov Oleg Kuleshov Alexey Rastvortsev         |  |  |  |
| 2008 | FrankrijkLuc Abalo Joël Abati Cédric Burdet Didier Dinart Jérôme Fernandez Bertrand Gille Guillaume Gille Olivier Girault Michaël Guigou Nikola Karabatić Daouda Karaboué Christophe Kempe Daniel Narcisse Thierry Omeyer Cédric Paty | IJslandSturla Ásgeirsson Arnór Atlason Logi Geirsson Snorri Guðjónsson Hreiðar Guðmundsson Róbert Gunnarsson Björgvin Páll Gústavsson Ásgeir Örn Hallgrímsson Ingimundur Ingimundarson Sverre Andreas Jakobsson Alexander Petersson Guðjón Valur Sigurðsson Sigfús Sigurðsson Ólafur Stefánsson                                                               | SpanjeDemetrio Lozano (0-0-3) David Barrufet (0-0-2) José Javier Hombrados (0-0-2) Jon Belaustegui David Davis Alberto Entrerríos Raúl Entrerríos Rubén Garabaya Juanín García Cristian Malmagro Carlos Prieto Albert Rocas Iker Romero Víctor Tomás                                                                           |  |  |  |
| 2012 | FrankrijkLuc Abalo (2-0-0) Didier Dinart (2-0-0) Jérôme Fernandez (2-0-0) Bertrand Gille (2-0-0) Guillaume Gille (2-0-0) Michaël Guigou (2-0-0) Nikola Karabatić (2-0-0) Daouda Karaboué (2-0-0) Daniel Narcisse (2-0-0) Thierry Omeyer (2-0-0) William Accambray Xavier Barachet Samuel Honrubia Guillaume Joli Cédric Sorhaindo               | ZwedenKim Andersson Mattias Andersson Dalibor Doder Niclas Ekberg Kim Ekdahl Du Rietz Mattias Gustafsson Johan Jakobsson Magnus Jernemyr Jonas Källman Tobias Karlsson Jonas Larholm Andreas Nilsson Fredrik Petersen Johan Sjöstrand Mattias Zakrisson | KroatiëVenio Losert (2-0-1) Ivano Balić (1-0-1) Blaženko Lacković (1-01) Igor Vori (1-0-1) Mirko Alilović Damir Bičanić Denis Buntić Ivan Čupić Domagoj Duvnjak Jakov Gojun Zlatko Horvat Marko Kopljar Ivan Ninčević Manuel Štrlek Drago Vuković                                                                              |  |  |  |
| 2016 | DenemarkenMads Christiansen Michael Damgaard Jannick Green Mikkel Hansen Lasse Svan Hansen Henrik Toft Hansen Rene Toft Hansen Niklas Landin Jacobsen Mads Mensah Larsen Henrik Mollgaard Casper Ulrich Mortensen Jesper Noddesbo Morten Olsen Kasper Sondergaard                                                                               | FrankrijkLuc Abalo (2-1-0) Michael Guigou (2-1-0) Nikola Karabatić (2-1-0) Daniel Narcisse (2-1-0) Thierry Omeyer (2-1-0) Cedric Sorhaindo (1-1-0) Adrien Dipanda Ludovic Fabregas Vincent Gérard Mathieu Grébille Luka Karabatić Kentin Mahé Timothey N'Guessan Olivier Nyokas Valentin Porte                                                                | DuitslandChristian Dissinger Paul Drux Uwe Gensheimer Patrick Groetzki Kai Häfner Silvio Heinevetter Julius Kühn Finn Lemke Hendrik Pekeler Tobias Reichmann Martin Strobel Steffen Weinhold Fabian Wiede Patrick Wiencek Andreas Wolff                                                                                        |  |  |  |
| 2020 | FrankrijkLuc Abalo (3-1-0) Michael Guigou (3-1-0) Nikola Karabatić (3-1-0) Ludovic Fabregas (1-1-0) Vincent Gérard (1-1-0) Luka Karabatić (1-1-0) Kentin Mahé (1-1-0) Timothey N'Guessan (1-1-0) Valentin Porte (1-1-0) Hugo Descat Yann Genty Romain Lagarde Dika Mem Nedim Remili Melvyn Richardson Nicolas Tournat                           | DenemarkenMikkel Hansen (1-1-0) Lasse Svan Hansen (1-1-0) Henrik Toft Hansen (1-1-0) Niklas Landin Jacobsen (1-1-0) Mads Mensah Larsen (1-1-0) Henrik Møllgaard (1-1-0) Morten Olsen (1-1-0) Lasse Andersson Mathias Gidsel Jóhan Hansen Jacob Holm Magnus Landin Jacobsen Emil Jakobsen Kevin Møller Magnus Saugstrup                                        | SpanjeJulen Aguinagalde Rodrigo Corrales Alex Dujshebaev Raúl Entrerríos Ángel Fernández Pérez Adrià Figueras Antonio García Robledo Aleix Gómez Gedeón Guardiola Eduardo Gurbindo Jorge Maqueda Viran Morros Gonzalo Pérez de Vargas Miguel Sánchez Migallón Daniel Sarmiento Melián Ferran Solé                              |  |  |  |
| 2024 | DenemarkenMikkel Hansen (2-1-0) Henrik Møllgaard (2-1-0) Lasse Andersson (1-1-0) Magnus Landin Jacobsen (1-1-0) Emil Jakobsen (1-1-0) Magnus Saugstrup (1-1-0) Mathias Gidsel (1-1-0) Niklas Landin Jacobsen Niclas Kirkeløkke Rasmus Lauge Emil Nielsen Hans Lindberg Lukas Jørgensen Simon Hald Thomas Sommer Arnoldsen Simon Pytlick         | DuitslandKai Häfner (0-1-1) Andreas Wolff (0-1-1) David Späth Johannes Golla Luca Witzke Sebastian Heymann Justus Fischer Juri Knorr Julian Köster Renārs Uščins Tim Hornke Rune Dahmke Lukas Mertens Christoph Steinert Marko Grgić Jannik Kohlbacher | SpanjeRodrigo Corrales (0-0-2) Alex Dujshebaev (0-0-2) Adrià Figueras (0-0-2) Aleix Gómez (0-0-2) Jorge Maqueda (0-0-2) Gonzalo Pérez de Vargas (0-0-2) Miguel Sánchez-Migallón (0-0-2) Imanol Garciandia Abel Serdio Agustín Casado Ian Tarrafeta Daniel Dujshebaev Kauldi Odriozola Daniel Fernández Javier Rodríguez Moreno |  |  |  |

| Land | Goud | Zilver | Brons |
| ---- | ---- | ------ | ----- |
| FRA  | 3    | 1      | 1     |
| DEN  | 2    | 1      | 0     |
| URS  | 2    | 1      | 0     |
| CRO  | 2    | 0      | 1     |
| YUG  | 2    | 0      | 1     |
| GER  | 1    | 2      | 1     |
| RUS  | 1    | 0      | 1     |
| EUN  | 1    | 0      | 0     |
| GDR  | 1    | 0      | 0     |
| SWE  | 0    | 4      | 0     |
| ROU  | 0    | 1      | 3     |
| AUT  | 0    | 1      | 0     |
| FRG  | 0    | 1      | 0     |
| ISL  | 0    | 1      | 0     |
| KOR  | 0    | 1      | 0     |
| TCH  | 0    | 1      | 0     |
| ESP  | 0    | 0      | 5     |
| POL  | 0    | 0      | 1     |
| SUI  | 0    | 0      | 1     |

## Vrouwen
N.B. Bij meervoudige medaillewinnaars staan aantal medailles als (goud-zilver-brons) weergegeven.
| Editie | Goud | Zilver | Brons |
| ------ | --- | --- | --- |
| 1976   | Sovjet-UnieLjoedmila Bobroes Aldona Česaitytė Tetyana Hlushchenko Larysa Karlova Tetyana Kocherhina Mariya Litoshenko Nina Lobova Lyubov Odynokova Lyudmyla Panchuk Rafiga Shabanova Lyudmila Shubina Zinaida Turchyna Nataliya Tymoshkina Halyna Zacharova | DDRGabriele Badorek Hannelore Burosch Roswitha Krause Waltraud Kretzschmar Evelyn Matz Liane Michaelis Eva Paskuy Kristina Richter Christina Rost Silvia Siefert Marion Tietz Petra Uhlig Christina Voß Hannelore Zober | HongarijeÉva Angyal Mária Berzsenyi Ágota Bujdosó Klára Csíkné Zsuzsanna Kéziné Katalin Lakiné Rozália Lelkesné Márta Megyeriné Ilona Nagy Marianna Nagy Erzsébet Németh Amália Sterbinszky Borbála Tóth Harsányi Mária Vadászné |
| 1980   | Sovjet-UnieLarysa Karlova (2-0-0) Tetyana Kocherhina (2-0-0) Aldona Nenėnienė-Česaitytė (2-0-0) Lyubov Odynokova (2-0-0) Ljoedmila Poradnyk-Bobroes (2-0-0) Nataliya Tymoshkina (2-0-0) Zinaida Turchyna (2-0-0) Valentyna Lutayeva Iryna Palchykova Yuliya Safina Larisa Savkina Sigita Strečen Olha Zubaryeva                                                                            | JoegoslaviëSvetlana Anastasovska Mirjana Đurica Radmila Drljača Katica Ileš Slavica Jeremić Svetlana Kitić Jasna Merdan Vesna Milosević Mirjana Ognjenović Vesna Radović Radmila Savić Ana Titlić Biserka Višnjić Zorica Vojinović | DDRRoswitha Krause (0-1-1) Waltraud Kretzschmar (0-1-1) Evelyn Matz (0-1-1) Kristina Richter (0-1-1) Christina Rost (0-1-1) Marion Tietz (0-1-1) Petra Uhlig (0-1-1) Hannelore Zober (0-1-1) Birgit Heinecke Katrin Krüger Kornelia Kunisch Sabine Röther Renate Rudolph Claudia Wunderlich                                              |
| 1984   | JoegoslaviëSvetlana Anastasovska (1-1-0) Svetlana Dašić-Kitić (1-1-0) Mirjana Đurica (1-1-0) Jasna Kolar-Merdan (1-1-0) Mirjana Ognjenović (1-1-0) Biserka Višnjić (1-1-0) Alenka Cuderman Slavica Đukić Dragica Đurić Emilija Erčić Ljubinka Janković Ljiljana Mugoša Svetlana Mugoša Zorica Pavićević Jasna Ptujec                                                                       | Zuid-KoreaHan Hwa-soo Jeong Hyoi-soon Jeung Soon-bok Kim Choon-rye Kim Kyung-soon Kim Mi-sook Kim Ok-swa Lee Soon-ei Lee Young-ja Shon Mi-na Sung Kyung-hwa Yoon Byung-soon Yoon Soo-kyung | ChinaChen Zhen Gao Xiumin He Jianping Li Lan Liu Liping Liu Yumei Sun Xiulan Wang Linwei Wang Mingxing Wu Xingjiang Zhang Weihong Zhang Peijun Zhu Juefeng |
| 1988   | Zuid-KoreaKim Choon-rye (1-1-0) Kim Kyung-soon (1-1-0) Shon Mi-na (1-1-0) Sung Kyung-hwa (1-1-0) Han Hyun-sook Ki Mi-sook Kim Hyun-mee Kim Myung-soon Lee Ki-soon Lim Mi-kyung Lee Mi-young Song Ji-hyun Suk Min-hee | NoorwegenKjerstin Andersen Berit Digre Marthe Eliasson Susann Goksør Trine Haltvik Hanne Hegh Hanne Hogness Vibeke Johnsen Kristin Midthun Karin Pettersen Karin Singstad Annette Skotvoll Ingrid Steen Heidi Sundal Cathrine Svendsen | Sovjet-UnieLarysa Karlova (2-0-1) Zinaida Turchyna (2-0-1) Natalya Anisimova Maryna Bazhanova Tatyana Dzhandzhgava Elina Guseva Tetyana Horb Natalya Lapitskaya Svitlana Mankova Nataliya Matryuk Natalya Morskova Olena Nemashkalo Nataliya Rusnachenko Olha Semenova Yevheniya Tovstohan                                               |
| 1992   | Zuid-KoreaHan Hyun-sook (2-0-0) Lee Mi-young (2-0-0) Cha Jae-kyung Han Sun-hee Hong Jeong-ho Im O-gyeong Jang Ri-ra Kim Hwa-sook Lee Ho-youn Min Hye-sook Moon Hyang-ja Nam Eun-young Oh Seong-ok Park Jeong-lim Park Kap-sook | NoorwegenSusann Goksør (0-2-0) Hanne Hogness (0-2-0) Karin Pettersen (0-2-0) Annette Skotvoll (0-2-0) Ingrid Steen (0-2-0) Heidi Sundal (0-2-0) Cathrine Svendsen (0-2-0) Mona Dahle Kristine Duvholt Siri Eftedal Hege Kirsti Frøseth Henriette Henriksen Tonje Sagstuen Heidi Tjugum                                                                 | Gezamenlijk teamNatalya Anisimova (0-0-2) Maryna Bazhanova (0-0-2) Tatyana Dzhandzhgava (0-0-2) Elina Guseva (0-0-2) Tetyana Horb (0-0-2) Natalya Morskova (0-0-2) Svetlana Bogdanova Galina Borzenkova Natalya Deryugina Lyudmila Gudz Larisa Kiselyova Galina Onoprienko Svetlana Pryakhina                                            |
| 1996   | DenemarkenAnja Andersen Camilla Andersen Kristine Andersen Heidi Astrup Tina Bøttzau Marianne Florman Conny Hamann Anja Hansen Anette Hoffman Tonje Kjærgaard Janne Kolling Susanne Lauritsen Gitte Madsen Lene Rantala Gitte Sunesen Anne Dorthe Tanderup | Zuid-KoreaHan Sun-hee (1-1-0) Hong Jeong-ho (1-1-0) Im O-gyeong (1-1-0) Moon Hyang-ja (1-1-0) Oh Seong-ok (1-1-0) Park Jeong-lim (1-1-0) Cho Eun-hee Huh Soon-young Kim Cheong-sim Kim Eun-mi Kim Jeong-mi Kim Mi-sim Kim Rang Kwag Hye-jeong Lee Sang-eun Oh Yong-ran                                                                                 | HongarijeÉva Erdős Andrea Farkas Beáta Hoffmann Anikó Kántor Erzsébet Kocsis Beatrix Kökény Eszter Mátéfi Auguszta Mátyás Anikó Meksz Anikó Nagy Helga Németh Ildikó Pádár Beáta Siti Anna Szántó Katalin Szilágyi Beatrix Tóth |
| 2000   | DenemarkenCamilla Andersen (2-0-0) Tina Bøttzau (2-0-0) Anette Hoffman (2-0-0) Tonje Kjærgaard (2-0-0) Janne Kolling (2-0-0) Lene Rantala (2-0-0) Karen Brødsgaard Katrine Fruelund Maja Grønbæk Christina Hansen Lotte Kiærskou Karin Mortensen Anja Nielsen Rikke Petersen Mette Vestergaard                                                                                             | HongarijeAndrea Farkas (0-1-1) Anikó Kántor (0-1-1) Beatrix Kökény (0-1-1) Anikó Nagy (0-1-1) Ildikó Pádár (0-1-1) Beáta Siti (0-1-1) Beatrix Balogh Rita Deli Ágnes Farkas Anita Kulcsár Dóra Lőwy Katalin Pálinger Krisztina Pigniczki Bojana Radulovics Judith Simics                                                                               | NoorwegenSusann Goksør-Bjerkrheim (0-2-1) Kristine Duvholt (0-1-1) Heidi Tjugum (0-1-1) Ann Cathrin Eriksen Kjersti Grini Trine Haltvik Elisabeth Hilmo Mia Hundvin Tonje Larsen Cecilie Leganger Jeanette Nilsen Marianne Rokne Brigitte Sættem Monica Sandve Else-Marthe Sørlie                                                        |
| 2004   | DenemarkenKristine Andersen (2-0-0) Karen Brødsgaard (2-0-0) Katrine Fruelund (2-0-0) Lotte Kiærskou (2-0-0) Karin Mortensen (2-0-0) Mette Vestergaard (2-0-0) Line Daugaard Trine Jensen Rikke Jørgensen Henriette Mikkelsen Louise Nørgaard Rikke Schmidt Rikke Skov Camilla Thomsen Josephine Touray                                                                                    | Zuid-KoreaIm O-gyeong (1-2-0) Oh Seong-ok (1-2-0) Huh Soon-young (0-2-0) Lee Sang-eun (0-2-0) Oh Yong-ran (0-2-0) Choi Im-jeong Huh Young-sook Jang So-hee Kim Cha-youn Kim Hyun-ok Lee Gong-joo Moon Kyeong-ha Moon Pil-hee Myoung Bok-hee Woo Sun-hee                                                                                                | OekraïneAnastasiya Borodina Nataliya Borysenko Ganna Burmystrova Iryna Honcharova Nataliya Lyapina Galyna Markushevska Olena Radchenko Oxana Rayhel Lyudmyla Shevchenko Tetyana Shynkarenko Ganna Siukalo Olena Tsygitsa Maryna Vergelyuk Olena Yatsenko Larysa Zaspa                                                                    |
| 2008   | NoorwegenTonje Larsen (1-0-1) Kari Aalvik Grimsbø Ragnhild Aamodt Karoline Dyhre Breivang Gro Hammerseng Kari Mette Johansen Kristine Lunde Katrine Lunde Haraldsen Else-Marthe Sørlie Lybekk Marit Malm Frafjord Tonje Nøstvold Katja Nyberg Linn-Kristin Riegelhuth Gøril Snorroeggen | RuslandYekaterina Andryushina Irina Bliznova Yelena Dmitriyeva Anna Kareyeva Yekaterina Marennikova Yelena Polenova Irina Poltoratskaya Lyudmila Postnova Oxana Romenskaya Natalia Shipilova Maria Sidorova Inna Suslina Emiliya Turey Yana Uskova | Zuid-KoreaOh Seong-ok (1-2-1) Hong Jeong-ho (1-1-1) Huh Soon-young (0-2-1) Oh Yong-ran (0-2-1) Choi Im-jeong (0-1-1) Kim Cha-youn (0-1-1) Moon Pil-hee (0-1-1) An Jung-hwa Bae Min-hee Kim Nam-sun Kim O-na Lee Min-hee Park Chung-hee Song Hai-rim                                                                                      |
| 2012   | NoorwegenKari Aalvik Grimsbø (2-0-0) Karoline Dyhre Breivang (2-0-0) Kari Mette Johansen (2-0-0) Kristine Lunde-Borgersen (2-0-0) Katrine Lunde Haraldsen (2-0-0) Marit Malm Frafjord (2-0-0) Tonje Nøstvold (2-0-0) Linn-Kristin Riegelhuth Koren (2-0-0) Gøril Snorroeggen (2-0-0) Ida Alstad Camilla Herrem Linn Jørum Sulland Amanda Kurtović Heidi Løke Karoline Næss                 | MontenegroSonja Barjaktarović Anđela Bulatović Katarina Bulatović Ana Đokić Marija Jovanović Milena Knežević Suzana Lazović Majda Mehmedović Radmila Miljanić Bojana Popović Jovanka Radičević Ana Radović Maja Savić Jasna Tošković Marina Vukčević                                                                                                   | SpanjeMacarena Aguilar Nely Carla Alberto Jessica Alonso Vanessa Amorós Andrea Barnó Elisabet Chavez Mihaela Ciobanu Verónica Cuadrado Patricia Elorza Beatriz Fernández Begoña Fernández Marta Mangué Carmen Martín Silvia Navarro Elisabeth Pinedo                                                                                     |
| 2016   | RuslandIrina Bliznova (1-1-0) Jekaterina Marennikova (1-1-0) Olga Akopjan Vladlena Bobrovnikova Darja Dmitrijeva Jekaterina Ilina Tatjana Jerokhina Victorija Kalinina Polina Koeznetsova Maja Petrova Anna Sedojkina Anna Sen Marina Soedakova Anna Vjachireva Victoria Zhilinskajte | FrankrijkCamille Ayglon Chloé Bulleux Blandine Dancette Siraba Dembélé Béatrice Edwige Laura Glauser Manon Houette Alexandra Lacrabère Laurisa Landre Amandine Leynaud Gnonsiane Niombla Estelle Nze Minko Allison Pineau Marie Prouvensier Grâce Zaadi                                                                                                | NoorwegenKari Aalvik Grimsbø (2-0-1) Katrine Lunde Haraldsen (2-0-1) Marit Malm Frafjord (2-0-1) Linn-Kristin Riegelhuth Koren (2-0-1) Ida Alstad (1-0-1) Camilla Herrem (1-0-1) Amanda Kurtović (1-0-1) Heidi Løke (1-0-1 ) Stine Bredal Oftedal Emilie Hegh Arntzen Veronica Kristiansen Mari Molid Nora Mørk Sanna Solberg            |
| 2020   | Frankrijk Blandine Dancette (1-1-0) Béatrice Edwige (1-1-0) Alexandra Lacrabère (1-1-0) Amandine Leynaud (1-1-0) Estelle Nze Minko (1-1-0) Allison Pineau (1-1-0) Grâce Zaadi Deuna (1-1-0) Cléopatre Darleux Laura Flippes Pauletta Foppa Coralie Lassource Kalidiatou Niakaté Méline Nocandy Océane Sercien-Ugolin Chloé Valentini                                                       | Russische ploeg Vladlena Bobrovnikova (1-1-0) Darja Dmitrijeva (1-1-0) Jekaterina Ilina (1-1-0) Victorija Kalinina (1-1-0) Polina Koeznetsova (1-1-0) Anna Sedojkina (1-1-0) Anna Sen (1-1-0) Anna Vjachireva (1-1-0) Olga Fomina Polina Gorsjkova Ksenia Makejeva Joelia Managarova Elena Mikhaylichenko Antonina Skorobogattsjenko Polina Vedjochina | Noorwegen Katrine Lunde Haraldsen (2-0-2) Marit Malm Frafjord (2-0-2) Camilla Herrem (1-0-2) Stine Bredal Oftedal (1-0-1) Veronica Kristiansen (1-0-1) Nora Mørk (1-0-1) Sanna Solberg-Isaksen (0-0-2) Kari Brattset Dale Kristine Breistøl Henny Reistad Marit Røsberg Jacobsen Stine Skogrand Silje Solberg Marta Tomac Vilde Johansen |
| 2024   | Noorwegen Katrine Lunde (3-0-2) Camilla Herrem (2-0-2) Stine Bredal Oftedal (2-0-1) Veronica Kristiansen (2-0-1) Nora Mørk (2-0-1) Sanna Solberg-Isaksen (1-0-2) Kari Brattset Dale (1-0-1) Kristine Breistøl (1-0-1) Marit Røsberg Jacobsen (1-0-1) Henny Reistad (1-0-1) Stine Skogrand (1-0-1) Silje Solberg-Østhassel (1-0-1) Maren Nyland Aardahl Thale Rushfeldt Deila Vilde Ingstad | Frankrijk Estelle Nze Minko (1-2-0) Grâce Zaadi (1-2-0) Cléopatre Darleux (1-1-0) Laura Flippes (1-1-0) Pauletta Foppa (1-1-0) Coralie Lassource (1-1-0) Méline Nocandy (1-1-0) Chloé Valentini (1-1-0) Laura Glauser (0-2-0) Sarah Bouktit Léna Grandveau Lucie Granier Tamara Horacek Orlane Kanor Oriane Ondono Hatadou Sako Alicia Toublanc        | Denemarken Louise Burgaard Helena Elver Emma Friis Anne Mette Hansen Line Haugsted Kathrine Heindahl Mie Højlund Rikke Iversen Sarah Iversen Kristina Jørgensen Michala Møller Trine Østergaard Althea Reinhardt Sandra Toft Mette Tranborg                                                                                              |

| Land | Goud | Zilver | Brons |
| ---- | ---- | ------ | ----- |
| NOR  | 3    | 2      | 3     |
| DEN  | 3    | 0      | 1     |
| KOR  | 2    | 3      | 1     |
| URS  | 2    | 0      | 0     |
| FRA  | 1    | 2      | 0     |
| RUS  | 1    | 1      | 0     |
| YUG  | 1    | 1      | 0     |
| HUN  | 0    | 1      | 2     |
| GDR  | 0    | 1      | 1     |
| MNE  | 0    | 1      | 0     |
| ROC  | 0    | 1      | 0     |
| CHN  | 0    | 0      | 1     |
| ESP  | 0    | 0      | 1     |
| EUN  | 0    | 0      | 1     |
| UKR  | 0    | 0      | 1     |
| USA  | 0    | 0      | 1     |